# اندیس شاهینی
شاهینی یک اندیس فلزی است که در  استان کردستان قرار دارد و مادهٔ معدنی موجود در آن، منگنز است.سنگ میزبان این اندیس آمیزه های رنگین است  در این اندیس، پاراژنز‌های آلومینیوم-سیلیس-آهن یافت می‌شوند.